# 大叶竹叶草
大叶竹叶草（学名：Oplismenus compositus var. owatarii）为禾本科求米草属下的一个变种。

## 扩展阅读
- 維基物種上的相關：大叶竹叶草